# Robert Rubin
Robert Edward Rubin (New York, 29 agosto 1938) è un politico statunitense.

## Biografia
È stato il Segretario al tesoro tra il 1995 e il 1999 durante la presidenza Clinton.
Prima del suo mandato governativo ha trascorso ventisei anni alla Goldman Sachs, dove è stato membro del consiglio di amministrazione e dove ha ricoperto il ruolo di Co-Presidente dal 1990 al 1992.
Negli anni che sono seguiti al suo impegno di governo, Robert Rubin è stato Direttore di Citigroup dove ha anche ricoperto temporaneamente il ruolo di Presidente da novembre a dicembre 2007. Il 9 gennaio 2009 Citigroup ha annunciato il suo esonero dall'incarico per le deludenti performance durante la sua direzione.